# محمد بن جبر آل ثاني
كان محمد بن جبر بن محمد آل ثاني (1916- مايو 1983) أحد أفراد الأسرة المالكة القطرية. وهو نجل جبر بن محمد آل ثاني وحفيد الشيخ محمد بن ثاني أمير قطر الأول ومؤسسها.
كان محمد آل ثاني وزيراً للشؤون البلدية من 1972 إلى 1983 في عهد الأمير خليفة بن حمد آل ثاني، حفيد ابن عمه.
توفي في مايو 1983.

## ذريته
جبر بن محمد، متزوج وله أحد عشر ابناً
حمد بن محمد، متزوج وله خمسة أبناء
عبد الله بن محمد، متزوج وله أربعة أبناء
عبد الرحمن بن محمد، متزوج وله ثلاثة أبناء
عبدالعزيز بن محمد، متزوج وله ثلاثة أبناء
ناصر بن محمد، متزوج وله أربعة أبناء
أحمد بن محمد
فهد بن محمد، متزوج وله ستة أبناء
منصور بن محمد، متزوج وله ثلاثة أبناء
حسن بن محمد، متزوج وله ولدان
فيصل بن محمد، متزوج وله خمسة أبناء
خالد بن محمد، متزوج وله ثلاثة أبناء
طلال بن محمد، متزوج وله ثلاثة أبناء
ثامر بن محمد، متزوج وله ولدان
نواف بن محمد، متزوج وله ثلاثة أبناء